# دف خزاعة
خزاعة قرية سعودية، في محافظة الجموم بمنطقة مكة المكرمة. تقع في شمال مكة المكرمة بمسافة تقارب (21 ) كم.

## التاريخ
- دف خزاعة منسوب إلى قبيلة خزاعة وهي قرية لخزاعة بطرف وادي مر الظهران من الجنوب، شمال غربي مكة على بعد 20 كلم.